# Echte Gleithörnchen
Die Echten Gleithörnchen oder Altweltlichen Gleithörnchen (Pteromys, aus griechisch πτερο- ptero- ‚Flügel-‘ und μῦς mys ‚Maus‘) sind eine Gattung der Gleithörnchen. Nur zwei Arten werden zu dieser Gattung gerechnet, welche beide Bewohner borealer Nadelwälder sind.
- Europäisches Gleithörnchen (Pteromys volans (Linnaeus 1758)) – Nordeuropa, Sibirien, Korea, Sachalin, Hokkaidō
- Japanisches Gleithörnchen (Pteromys momonga Temminck 1844), Honshū, Kyushu